# Biserica Maicii Domnului din Mesumundu
Biserica Maicii Domnului din Mesumundu (în italiană Chiesa di Nostra Signora di Mesumundu) se află pe teritoriul Siligo, în provincia Sassari, Sardinia. Monumentul a fost construit în la sfârșitul secolului al VI-lea. Clădirea face parte din parcul arheologic Mesumundu din jur.
Biserica se sprijină pe ruinele unei clădiri termale romane. Structura a fost remodelată în perioada romanică (secolul al XI-lea). 
În secolul al XIX-lea a fost redusă la o stare de ruină din cauza unui prăbușire care a afectat o parte din absida sudice, care a fost reconstruită în timpul unei restaurări în 1934.

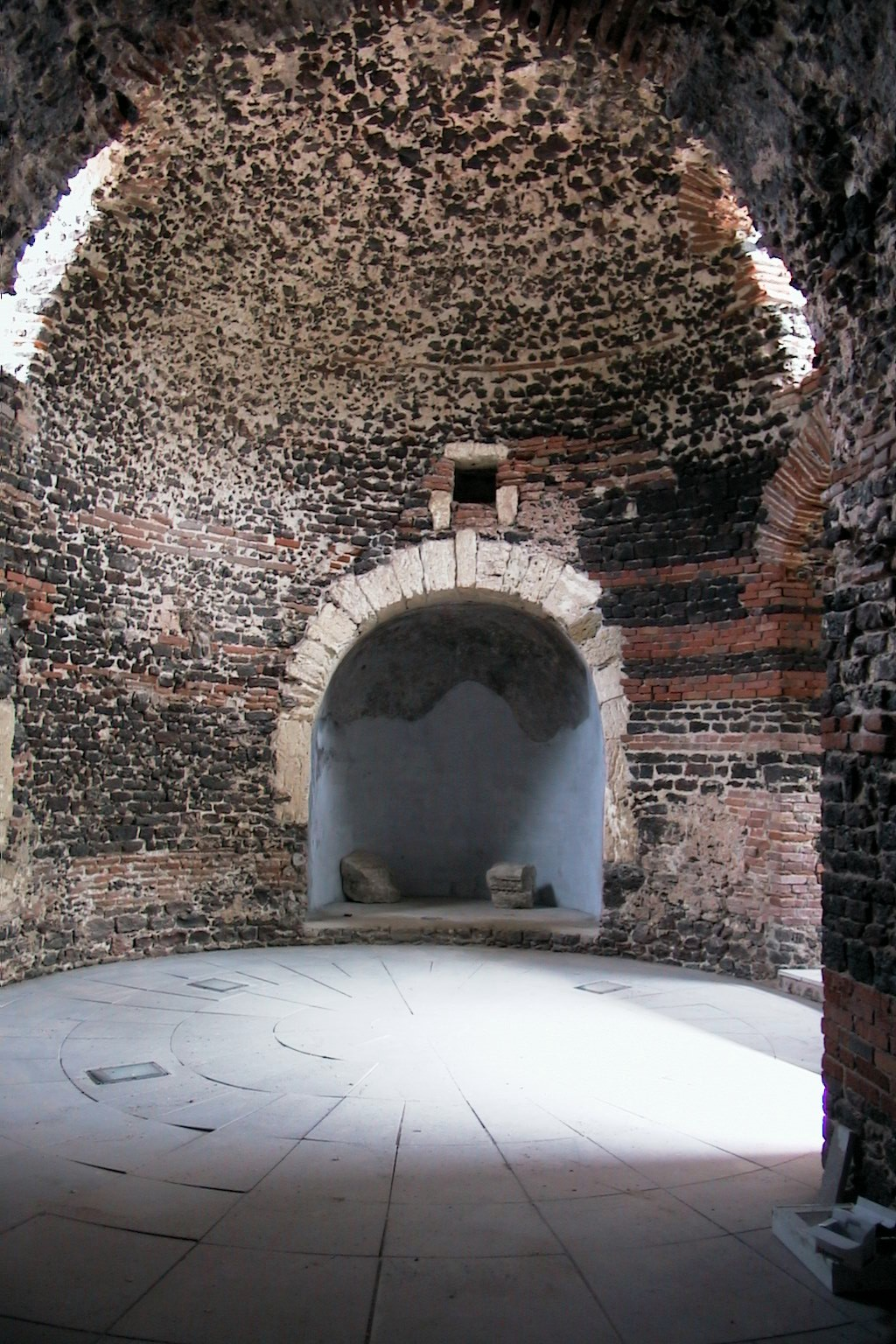
interiorul bisericii